# Hypsioma opalina
Hypsioma opalina är en skalbaggsart som beskrevs av Dillon 1945. Hypsioma opalina ingår i släktet Hypsioma och familjen långhorningar. Inga underarter finns listade i Catalogue of Life.